# 브란코 오블라크
브란코 오블라크(슬로베니아어: Branko Oblak, 1947년 5월 27일 ~ )는 은퇴한 유고슬라비아와 슬로베니아의 축구 선수이다.

## 선수 경력
오블라크는 스보보다 류블랴나 유소년 팀에서 축구를 시작하였고, 1965년 NK 올림피야 류블랴나로 팀을 옮긴 후 1966년 5월 20일 FK 파르티잔 전에서 데뷔와 동시에 골을 넣었다. 1973년까지 팀에서 뛰며 181경기에 나와 33골을 넣었다.
1973년 HNK 하이두크 스플리트로 팀을 옮긴 후 두 시즌 동안 뛰었다. 그가 뛰는 동안 하이두크 스플리트는 2번의 리그 우승을 달성하였다. 1975년 독일로 건너가 FC 샬케 04에 입단했고, 1977년 FC 바이에른 뮌헨으로 이적하였다. 바이에른 뮌헨에 두 시즌 동안 머무르면서 1979-80시즌 우승에 일조하였다. 그 후 오스트리아의 아마추어 클럽인 SV 즈피탈/드라우에서 뛴 후 은퇴하였다.
오블라크는 또한 유고슬라비아 축구 국가대표팀의 일원으로서 활약하기도 했는데, 50경기에 나와 8골을 넣었다. 1971년 루마니아를 상대로 국가대표 데뷔전을 치렀으며, 펠레의 은퇴 경기에도 뛰었다. 1974년 FIFA 월드컵에서는 팀 동료 다닐로 포피보다와 같이 FIFA 월드컵 무대를 밟은 첫 번째 슬로베니아인이 되었다. 1976년에는 유고슬라비아에서 열린 UEFA 유로 1976에 참가하였고, 대회가 끝난 후 국가대표팀에서 은퇴하였다.

## 감독 경력
선수 은퇴 후 그는 감독이 되어 NK 올림피야 류블랴나와 FC 코페르의 감독으로 있었다. 2004년 2월 슬로베니아 U-21 감독이 되었고, 그 해 5월 24일 슬로베니아 축구 국가대표팀의 감독직을 수락하였다. 2006년 FIFA 월드컵 유럽 지역 예선에서 이탈리아를 1-0으로 이기는 등 이변을 연출했으나 졸전을 거듭해 본선 진출에는 실패하고, 2006년 말에 해임당했다. 2009년 NK 올림피야 류블랴나로 다시 돌아갔으나 4경기만에 감독 자리에서 물러났다.
2003년 슬로베니아 축구 협회로부터 UEFA 주빌리 어워드를 수상하였다.

## 수상

#### 하이두크 스플리트
- 유고슬라비아 1부 : 1973-74, 1974-75
- 유고슬라비아 컵 : 1973-74

#### 바이에른 뮌헨
- 분데스리가 : 1979-80

### 개인
- 슬로베니아 올해의 운동선수 : 1971
- 유고슬라비아 올해의 선수 : 1973-74
- 월드사커 올해의 팀 : 1976
- UEFA 주빌리 어워드 : 2003

#### 발롱도르
- 1974 - 19
- 1975 - 11